# 短尾穴麗魚
短尾穴麗魚，為輻鰭魚綱鱸形目隆頭魚亞目慈鯛科的其中一種，分布於非洲莫三比克Lecitu河流域，體長可達12.5公分，棲息在底中層水域，生活習性不明。

## 擴展閱讀
維基物種上的相關：短尾穴麗魚